# جيل كورديرو
جيل كورديرو (بالإسبانية: Gil Cordero Burgos)‏ هو لاعب كرة قدم مكسيكي في مركز الوسط، ولد في 13 أبريل 1992 في مدينة فيراكروز في المكسيك. لعب مع نادي أمريكا.